# Марко Војновић
Адмирал гроф Марко Ивановић Војновић (рус. Марко Иванович Войнович) је оснивач и Први адмирал руске црноморске флоте. Рођен је у Херцег Новом и пореклом је из млетачке грофовске породице Војновић. Одликован је: орденом Светог Ђорђа 4. реда, орденом Светог Ђорђа 3. реда, орденом Светог Владимира 4 реда, луком Свете Ане 1. реда, командантом Реда светог Јована Јерусалимског. У његову славу названо је Грофовско пристаниште у Севастопољу.

## Служба
Када је Катарина Велика, настављајући дело Петра Великог почела обнављати руску флоту, Марко Војновић се појављује као добровољац у ескадри вицеадмирала Арфа. Пошто се истакао, лајтнант Војновић постаје заповедник фрегате Слава, са којом се истакао у Првој архипелашкој експедицији (1769—1774) Балтичке флоте, у дејствима у Егејском мору. Приликом освајања одбрамбених бедема тврђаве луке Митилене, Марко Војновић је 2. новембра 1771, први са својим људима ушао у адмиралитет и истакао на један турски бојни брод Руску царску заставу. 1772. у окршајима против турске флоте у водама Дарданелија и Егејског мора запалио је 10 и запленио 3 турска брода за шта је одликован орденом Св. Георгија 4. реда. Поред тога запленио је и један енглески и два грчка брода и одузео им кријумчарену робу. Током 1773. године, Војновић учествује са својом фрегатом у свим важнијим борбама на обалама Турске и Сирије, као и у опсади и освајању Бејрута. По окончању рата 1774. руски цар Петар I произвео је Марка Војновића у чин капетан-комодора, а четири године касније именован је за заповедника царичиног личног брода.

### Каспијска експедиција
1781. Марко Војновић је из Астрахана кренуо са ескадром (три фрегате, један бомбардерски и два мања брода са 443 морнара и војника) ка источним обалама Каспијског језера са циљем изградње фортификације на овој обали, да би се прокрчио пут руској трговини. Експедиција је била успешна. Марко Војновић је вештом дипломатијом користећи несугласице између разних претендената на шаховски престо успео да позиционира руску колонију, где је подигао батерију, касарну, болницу, стамбене објекте у астрабадском заливу. Успео је и да одржи и одбрани утврђење од персијских напада, назвавши га по свом команданту Потемкину.

## Црноморска флота
1783. године Крим је присаједињен Русији, па је одлучено да се оснује Црноморска флота. Марко Војновић је постављен за заповедника првог црноморског брода Слава Катарине. Од 1786. постаје командант луке и флоте у Севастопољу. 1787. унапређен је у чин контраадмирала. У руско-турском рату 1787-1791. црноморска ескадра на челу са Марком Војновићем победила је турску флоту. Одликован је орденом Св. Георгија 3. реда и Орденом Св. Ане 1792. године. Након мира у Јашију, Војновић је смењен, а на његово место дошао је Ушков, који је пре тога био њему потчињен. Након тога Марко је на свој захтев отпуштен из руске службе. Вратио се у Херцег Нови где је живео до 1769, када је реактивиран и постављен за начелника бродоградилишта на Дњепру у Николајеву. Такође је био и директор војне академије у Николаеву. За адмирала флоте, највиши чин у руској морнарици произведен је 1801. године. Једно време био је руски посланик у Персији. На сопствени захтев, 29. јуна 1805. поднео је оставку и пензионисан. Крајем 1807. умро је у Витепску у данашњој Белорусији.

## Приватан живот
Није имао потомства. Своје велико имање тестаментом оставио је православним Војновићима, што би могло да указује на то да се прибојавао да ће његови рођаци, женећи се католикињама постепено у Далмацији покатоличити.